# فسخ نکاح

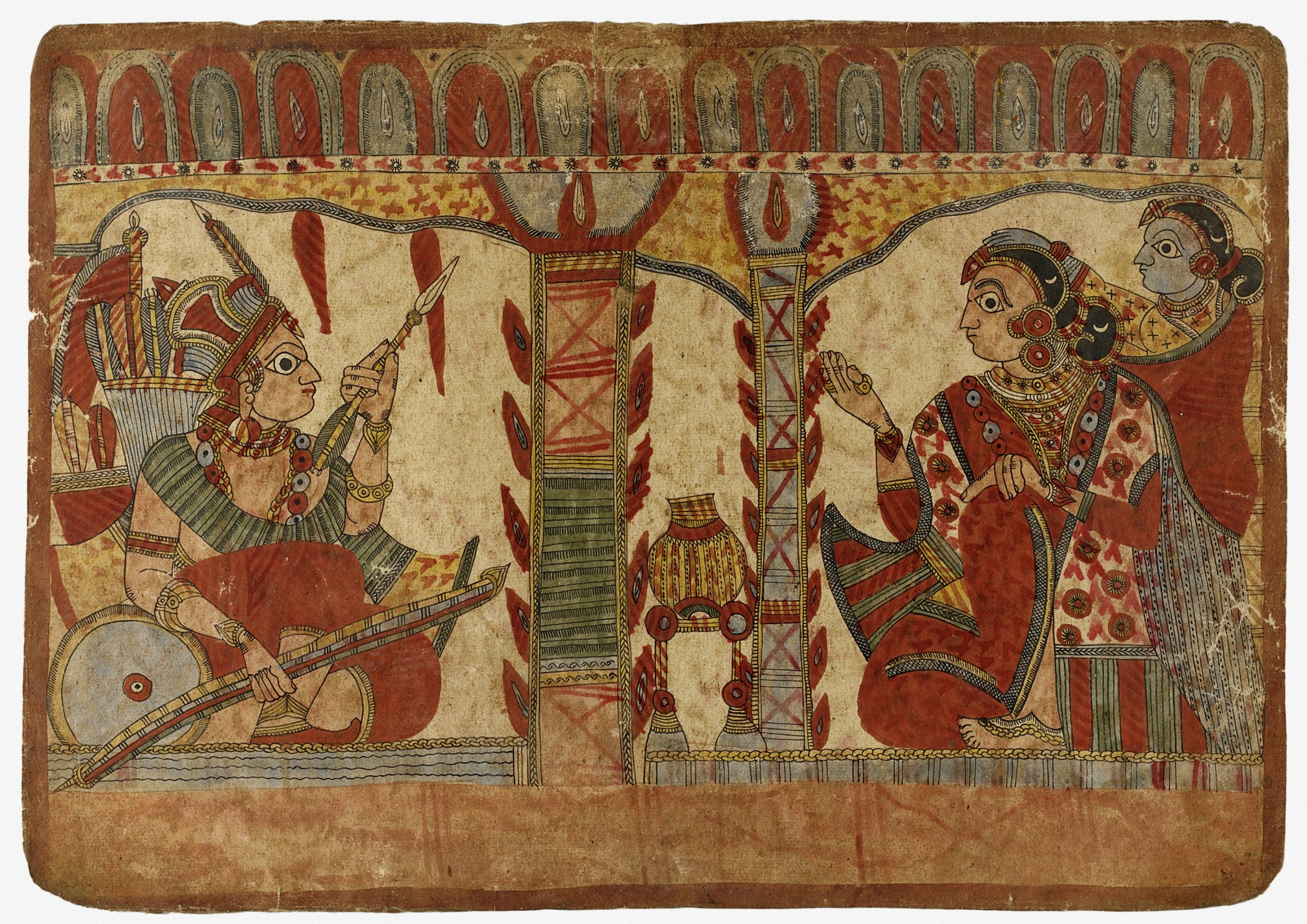
Subhadra به Abhimanyu می گوید که نامزدی او با Vatsala لغو شده است، صحنه ای از داستان ازدواج Abhimanyu و Vatsala، Folio از داستان Mahabharata

فسخ نکاح یکی از موارد انحلال نکاح است که تفاوت‌هایی با طلاق دارد، به‌طور مثال به اجرای صیغه مخصوص یا حضور دو شاهد عادل نیاز ندارد.

## بکارت زن
اگر باکره بودن دختر شرط ضمن عقد ازدواج باشد، اگر چه این شرط از شرایط موجود اجتماعی و فرهنگی فهمیده شود و در عقد ذکر نشود، در صورت علم شوهر به خلاف آن، حق فسخ برای وی وجود دارد؛ ولی عقد بدون فسخ شوهر باطل نیست، هر چند به دلیل جهل او به عدم وجود شرط بکارت یا عدم اعمال فسخ باشد.

## امکان فسخ نکاح در قانون مدنی ۱۳۷۶/ازدواج و طلاق
1. ماده ۱۱۲۱ - جنون هریک از زوجین بشرط استقرار اعم ازاینکه مستمر یا ادواری باشد، برای طرف مقابل موجب حق فسخ است.
2. ماده ۱۱۲۲ - عیوب ذیل در مرد که مانع از ایفاء وظیفه زناشوئی باشد موجب حق فسخ برای زن خواهدبود (اصلاحی ۸/۱۰/۶۱) ۱ - عنن بشرط اینکه بعد از گذشتن مدت یکسال از تاریخ رجوع زن به حاکم رفع نشود. ۲ - خصاء ۳ - مقطوع بودن آلت تناسلی.
3. ماده ۱۱۲۳ - عیوب ذیل درزن موجب حق فسخ برای مرد خواهدبود - ۱ - قَرَن. ۲ - جذام ۳ - بَرَص ۴ - اِفضاء ۵ - زمین گیری ۶ - نابینایی از هردو چشم.
4. ماده ۱۱۲۴ - عیوب زن درصورتی موجب حق فسخ برای مرداست که عیب مزبور در حال عقد وجودداشته‌است.
5. ماده ۱۱۲۵ - جنون و عنن در مرد هرگاه بعد از عقد هم حادث شود موجب حق فسخ برای زن خواهد بود.
6. ماده ۱۱۲۶ - هریک از زوجین که قبل از عقد عالم به امراض مذکوره درطرف دیگر بود بعد از عقد حق فسخ نخواهد داشت.
7. ماده ۱۱۲۸ - هرگاه در یکی از طرفین صفت خاصی شرط شده و بعد از عقد معلوم شود که طرف مذکوره فاقد وصف مقصود بود برای طرف مقابل حق فسخ خواهدبود خواه وصف مذکور در عقد تصریح شده یا عقد متبانیا برآن واقع شده باشد.[۲]